# Кнапе, Вальтер
Вальтер Кнапе (нем. Walter Knape; 14 января 1906, Бернбург — 14 ноября 2000, Куксхафен) — немецкий музыковед, хоровой дирижёр и композитор.
Окончил гимназию в Магдебурге, с 1927 г. изучал композицию, дирижирование и фортепиано в Лейпцигской консерватории и Лейпцигском университете, среди его учителей были Герман Грабнер и Теодор Кройер. К 1936 году подготовил диссертацию по музыковедению, посвящённую симфониям Карла Фридриха Абеля, однако по политическим причинам не смог её защитить. С 1939 г. работал в Дессау учителем музыки. В 1943 г. был призван в вермахт, попал в плен к американским войскам, в 1945 г. вернулся в Дессау и продолжил преподавательскую деятельность. Среди учеников Кнапе в Дессау был Карл-Хайнц Кеммерлинг.
В 1950 г. перебрался в Лейпциг, в 1951—1957 гг. возглавлял Лейпцигский мужской хор и Лейпцигскую певческую академию, одновременно также преподавал в Восточном Берлине. В 1956 г. выступил инициатором совместных хоровых фестивалей в Замке Вартбург с участием музыкантов из Восточной и Западной Германии.
В 1957 г. Кнапе покинул ГДР и перебрался в ФРГ, обосновавшись в Куксхафене, где поначалу преподавал музыку в гимназиях, одновременно возглавляя Collegium musicum при Гамбургском университете (до 1960 г.). В 1958—1972 гг. художественный руководитель городского хора в Куксхафене.
Композиторское наследие Кнапе насчитывает около 100 сочинений. Наибольшее значение, однако, имеют его труды, посвящённые К. Ф. Абелю: монография «Карл Фридрих Абель. Жизнь и творчество одного из ранних классиков» (нем. Karl Friedrich Abel; Leben und Werk eines frühklassischen; 1973) и полное собрание сочинений Абеля в 16 томах (1976).
Кавалер ордена «За заслуги перед Федеративной Республикой Германия» (1990).